# Agapito de Palestrina
Agapito de Palestrina o Agapito el mártir (Palestrina, 254, 257 o 259-Palestrina, 274) fue un noble romano, muerto por su fe cristiana. Fue decapitado bajo la persecución del emperador Aureliano.
Es considerado santo mártir por la Iglesia Católica, y su memoria litúrgica se celebra el 18 de agosto.

## Hagiografía

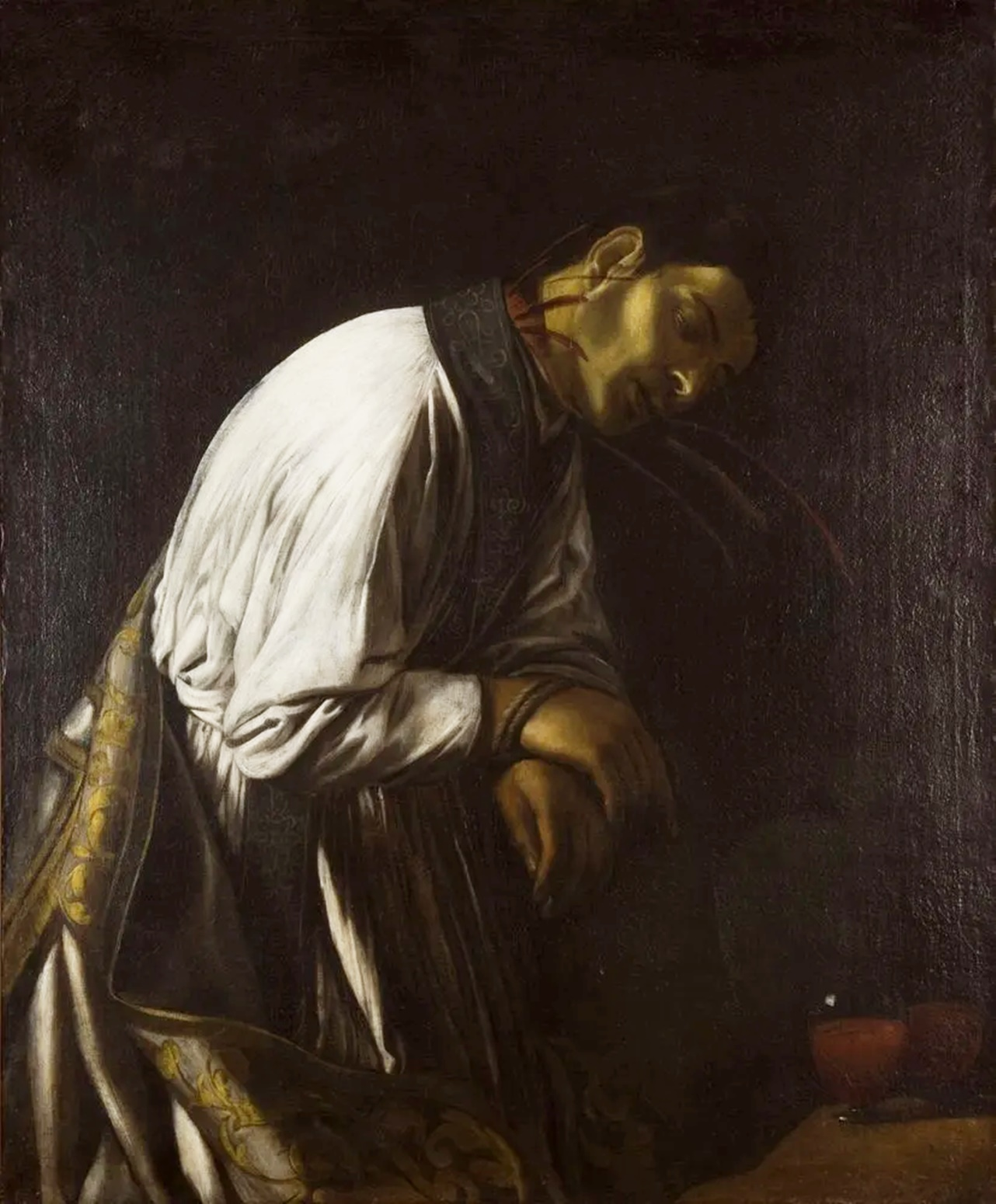
Agapito, por Caravaggio

Agapito nació en Palestrina, en el 254 o 257, en el seno de una familia patricia de Roma.
Siendo cristiano en su intimidad, cuando era adolescente se declaró públicamente como cristiano, siendo condenado a morir por los funcionarios del emperador Aureliano.

### Martirio
Fue un joven mártir, pues de acuerdo con los registros, murió a los 16 años, aunque algunas fuentes afirman que tenía 15 o hasta 18 años.
Fue condenado a ser devorado en la arena de Palestrina. Sin embargo, sobreviviendo a las fieras, fue finalmente decapitado, en el 274.

## Culto
Su culto, se limitó a Palestrina, con las reformas impuestas en el Concilio Vaticano II al calendario católico general.